# Umm al-Muqtadir-Billah
 (in arabo  شغاب أم المقتدر بالله‎?; ... – Baghdad, 933 circa), è stata la prima regina-madre nella storia dell'Islam, madre di Al-Muqtadir, diciottesimo califfo della dinastia degli Abbasidi. Esercitò una notevole influenza sugli affari di stato durante il regno di suo figlio.
Si ritiene che fosse di origini Rummiyya, cioè di origine greca dall'Impero Bizantino. Le fonti storiche riferiscono che era una delle schiave di Umm Qasim, una figlia di Muhammad ibn Abdallah ibn Tahir, il governatore tahiride di Baghdad, nel periodo 851-867. Non sono note le circostanze che la portarono ad entrare a far parte dell'harem del Califfo al-Muʿtaḍid, divenendone concubina. Dopo aver dato alla luce Ja'far, il futuro al-Muqtadir, nell'895, fu liberata e nominata Umm al-Walad, ricevendo il nome di Shaghab (dall'arabo "Turbolenta").
Quando il qadi (giudice islamico) Ahmad ibn Yaqub rifiutò di riconoscere suo figlio Al-Muqtadir come Califfo, a causa della sua giovane età, Shaghab lo fece giustiziare. Affermò che gli affari dell'umma (il regno), specialmente della giustizia secolare, sarebbero stati meglio gestiti con una donna. Nominò  la sua assistente (in arabo: qahramāna) Thumal (in arabo: ثمل القهرمانة) quale responsabile dei tribunali mazalim, una sorta di ministro della giustizia dell'epoca, che supervisionava il lavoro dei qadi, che si erano opposti alla reggenza di una donna. Secondo lo storico Ṭabarī, Thumal svolse le sue funzioni in maniera lodevole tanto da ottenere grande popolarità a causa delle nuove riforme che includevano la riduzione di diverse tasse. Tuttavia nella storia musulmana, questa esperienza di governo al femminile viene ricordata come prova di decadenza e fragilità del regno di al-Muqtadir, descritto dallo storico arabo Ibn Hazm un esempio di "scandalo di cui non si è visto nulla di paragonabile sino ad oggi"
Durante il suo regno, Shaghab spese somme ingenti nella carità pubblica, che le diede una certa popolarità. Il suo potere nell'harem di corte poi era insuperabile, luogo dal quale regnò con l'aiuto di diverse assistenti (qahramāna). È noto come al-Muqtadir passasse la maggior parte del suo tempo nelle stanze private della madre.

## Titoli ed Onorificenze
- Madre del fanciullo (l'erede al trono), (in arabo: Umm al-walad).
- Madre del Califfo regnante, (in arabo: Umm al-Khalifa).